# Miroslav Plešák
Miroslav Plešák (9. září 1943 Bzenec – 13. října 2021 Brno) byl český dramaturg, režisér a pedagog.
Vystudoval Střední pedagogickou školu v Kroměříži (1959) a poté Filozofickou fakultu Masarykovy univerzity v Brně – obor divadelní věda – čeština (1966). V letech 1972–1989 byl dramaturgem v Divadle pracujících v Gottwaldově (dnes Městské divadlo Zlín). Byl také uměleckým šéfem Divadla bratří Mrštíků (později Městské divadlo) v sezóně 1989/1990. Od roku 1991 do roku 2003 byl dramaturgem Mahenovy činohry Národního divadla v Brně (spolupráce s režiséry Z. Kaločem, Z. Srbou, V. Kelblem, I. Krobotem, R. Polákem, P. Mikulíkem, M. Porubjakem, Ľ. Vajdičkou aj.). V sezóně 2003/2004 se opět vrátil do Zlína, kde pracoval jako umělecký šéf Městského divadla. Byl ženatý a měl dvě děti. Mezi jeho záliby patřila turistika, plavání a moravská vína. Jako pedagog působil na brněnské JAMU.
Za rok 2011 obdržel Cenu města Brna v oblasti žurnalistiky a publicistiky. V roce 2022 mu byla udělena in memoriam Cena Martina Porubjaka za umělecký přínos česko-slovenským vztahům.